# 熊谷市消防本部
熊谷市消防本部（くまがやししょうぼうほんぶ）は、埼玉県熊谷市の消防本部。管轄区域は熊谷市全域。

## 概要
- 消防本部：熊谷市原島675番地1

- 職員数：247名（内、205名緊急出動要員）

- 消防署3カ所、消防分署3カ所
- 消防力（2020年4月1日）
  - 消防ポンプ自動車：6 (予備2台)
  - 水槽付き消防ポンプ自動車：8 (予備1台)
  - 化学車：1 玉井分署配備
  - 救助工作車：2 熊谷消防署及び中央消防署配備
  - はしご付消防自動車：1 中央消防署配備
  - 屈折はしご付消防自動車：1 玉井分署配備
  - 資機材搬送車：1 熊谷消防署配備
  - 支援車(総務省消防庁貸与車両)：1 熊谷消防署配備
  - 救急自動車：8 (予備1台)
  - 指揮車：1 熊谷消防署配備
  - 指令車：4
  - 広報車：1
  - 査察車：8
  - 連絡車：3
  - 人員搬送車：1
  - 装備車：1
  - 多目的車：1
  - 業務車：1
  - 救急指導車：1

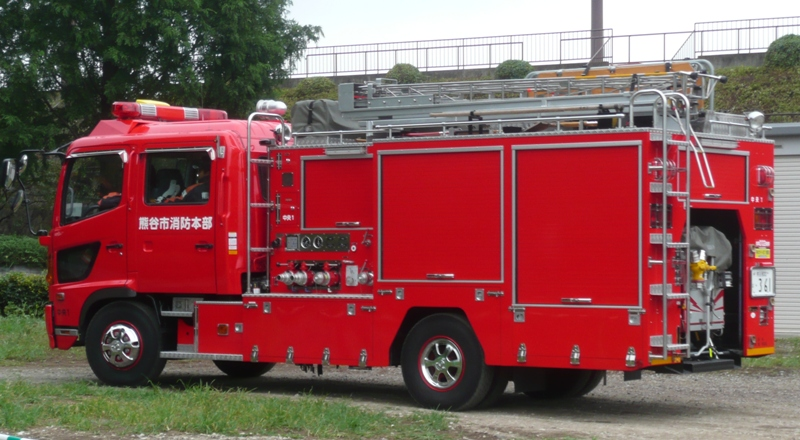
ポンプ車
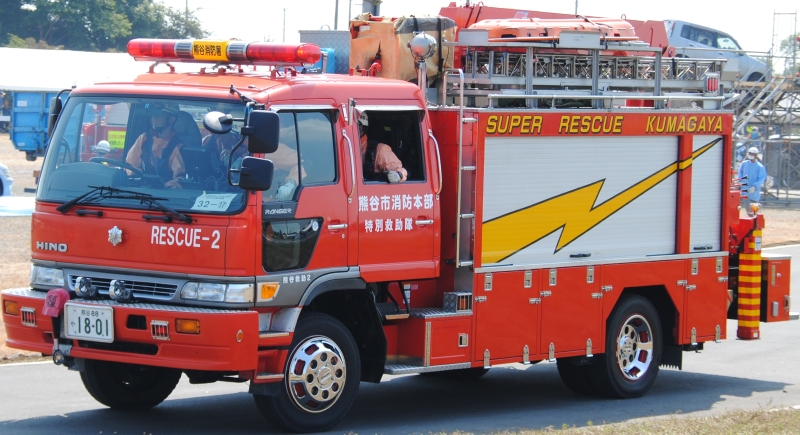
救助工作車（更新済み）
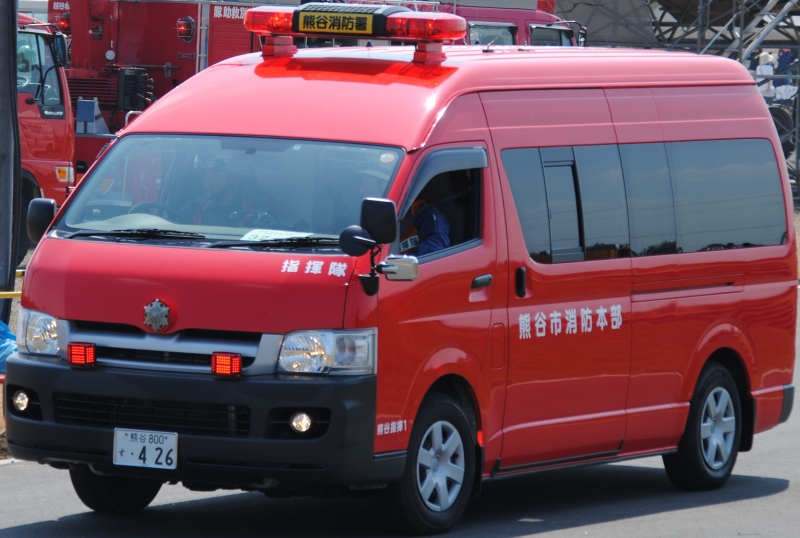
指揮隊車

- 熊谷市消防本部の救助隊（レスキュー隊）は、熊谷消防署に高度救助隊、中央消防署に特別救助隊を配備している。高度救助隊は緊急消防援助隊の救助小隊と埼玉県特別機動援助隊（埼玉SMART）の機動救助隊に登録し、大規模災害時に市外や県外にも派遣される。
- 各県に一台ずつ配備されている緊急消防援助隊用の大型支援車を運用している。

## 沿革
- 1948年（昭和23年） - (旧)熊谷市、(旧)熊谷市消防本部設置。
- 1967年（昭和42年） - 妻沼町、妻沼町消防本部設置。
- 1972年（昭和47年）4月1日 - (旧)熊谷市消防本部・妻沼町消防本部廃止、(旧)熊谷市・妻沼町・江南村（後の江南町）・大里村（後の大里町）、熊谷地区消防組合設立、熊谷地区消防本部設置。
- 2005年（平成17年）10月1日 - (旧)熊谷市・妻沼町・大里町合併、熊谷市となる。
- 2007年（平成19年）2月13日 - 熊谷市が、江南町を編入した事に伴い、熊谷地区消防組合を解散、熊谷地区消防本部を熊谷市が直接設置する「熊谷市消防本部」に組織変更。
- 2011年（平成23年）3月11日 -  東北地方太平洋沖地震（東日本大震災）に伴い緊急消防援助隊を派遣する。
- 2011年（平成23年）10月 - 「高機能消防指令センター」（消防通信指令事務）を行田市消防本部（行田市）との共同運用に移行、「熊谷市・行田市消防指令センター」を開設。
- 2013年（平成25年）3月- 中央消防署が宮町（市役所前）から現在地へ移転。熊谷東小学校区公民館を併設。
- 2013年（平成25年）4月- 荒川分署を廃止して中央消防署へ統合。玉井分署の特別救助隊を中央消防署へ配置替え。
- 2015年（平成27年）9月- 平成27年台風第18号に伴う平成27年9月関東・東北豪雨災害に伴い、茨城県常総市に緊急消防援助隊を派遣する。
- 2019年（令和元年）7月1日- 高度救助隊を発足し熊谷消防署に配置する。

## 組織
- 本部
  - 消防総務課 - 総務係、職員係
  - 予防課 - 予防係、保安係、査察指導係
  - 警防課 - 警防係、消防団係、救急係、指揮係
  - 指令課 - 指令係（熊谷市・行田市消防指令センター）
- 消防署

## 消防署
| 名称       | 消防署建物 | 所在地                                      | 設置部署                                     | 分署 | 分署      | 所在地           | 設置部署         |
| 名称       | 消防署建物 | 所在地                                      | 設置部署                                     | 名称 | 分署建物  | 所在地           | 設置部署         |
| ---------- | ---------- | ------------------------------------------- | -------------------------------------------- | ---- | --------- | ---------------- | ---------------- |
| 熊谷消防署 |            | 原島675-1                                   | 予防係、消防係、救助係、救急係               | 玉井 |           | 新堀319-2        | 消防係、救急係   |
| 熊谷消防署 | 江南       | 原島675-1                                   | 予防係、消防係、救助係、救急係               |      | 千代113-2 | 消防係、救急担当 |                  |
| 中央消防署 |            | 末広2-134（熊谷市熊谷東公民館との複合施設） | 予防係、消防第1係、消防第2係、救助係、救急係 | 大里 |           | 中曽根646        | 消防係、救急担当 |
| 妻沼消防署 |            | 妻沼1720-1                                  | 予防係、消防第1係、消防第2係、救急係         | なし | −         | −                | −                |

## 熊谷市消防団
合併前の4自治体の消防団合わせて、8分隊が存在していたが、消防団自体の合併により、再編され、現在は5分隊体制となっている。

### 本部中隊
- 本部小隊
- 女性隊

### 第一中隊
- 荒川分団
- 石原分団
- 上石分団
- 大幡分団
- 大麻生分団
- 玉井分団
- 三尻分団

### 第二中隊
- 中央分団
- 筑波分団
- 肥塚分団
- 成田分団
- 佐谷田分団
- 太井分団
- 久下分団

### 第三中隊
- 奈良分団
- 別府分団
- 弥藤吾分団
- 太田分団
- 男沼分団
- 小島分団

### 第四中隊
- 星宮分団
- 中条分団
- 妻沼分団
- 長井分団
- 秦分団

### 第五中隊
- 吉岡分団
- 大里中央分団
- 大里南分団
- 大里北分団
- 江南中央分団
- 江南南分団
- 江南北分団